# قائمة الشبكات الناقلة للألعاب الأولمبية الصيفية 2016
بثت فعاليات دورة الألعاب الأولمبية الصيفية 2016 في ريو دي جانيرو عدد من المحطات الإذاعية والتلفزيونية في جميع أنحاء العالم. كما هو الحال مع السنوات السابقة، مكتب خدمات نقل وبث الأولمبياد التابع للجنة الأولمبية الدولية قام بتأمين نقل وتزويد العالم بالصورة ليتم بثها من خلال المحطات المحلية في العالم. في معظم المناطق حقوق بث الألعاب الأوليمبية الصيفية عام 2016 تم الاستحصال على حقوقها جنبا إلى جنب مع تلك المتعلقة بالألعاب الأولمبية الشتوية لعام 2014 ، ولكن بعض المحطات التلفزيونية استطاعت الحصول على حقوق لبث المزيد من الدورات المستقبلية .

## قائمة المحطات الناقلة
^1 – حقوق في 16 بلدا في آسيا، ليتم بيعها إلى المحطات الإذاعية المحلية.
^2 – حقوق إعادة بيعها إلى المحطات الإذاعية المحلية.
^3 – حقوق في كل بلد أن يكون بيعها إلى المحطات الإذاعية المحلية، ما عدا فرنسا، ألمانيا، إيطاليا، إسبانيا وأيرلندا والمملكة المتحدة.
^4 – حقوق أصلا المكتسبة من قبل سكاي إيطاليا، ولكن المذيع بيعها في عام 2013 إلى راي.
^5 – حقوق في جميع بلدان أمريكا اللاتينية باستثناء البرازيل.
^6 – حقوق في جزر كوك، فيجي، كيريباتي، جزر مارشال، ولايات ميكرونيزيا الموحدة، ناورو، نيوي، بالاو، ساموا، جزر سليمان، تونغا، توفالو ، فانواتو.